# 785
785 (DCCLXXXV, na numeração romana) foi um ano comum do século VIII, do Calendário Juliano, da Era de Cristo, teve início a um Sábado e terminou também a um Sábado, e a sua letra dominical foi B.
| Ano completo                   |
| ------------------------------ |
| Ano comum com início ao sábado |